# عصر فرمانروایان: دوران پادشاهان
عصر فرمانروایان: دوران پادشاهان (به انگلیسی: Age of Empires: The Age of Kings) یک بازی رایانه‌ای در سبک راهبرد نوبتی است که توسط استودیو انسمبل طراحی و شرکت Backbone Entertainment آن را ساخت. این بازی یک نسخه فرعی از سری عصر فرمانروایان است که برای نخستین بار در ۱۴ فوریه ۲۰۰۶ برای کنسول بازی دستی نینتندو دی‌اس منتشر شد.
بریتان‌ها، فرانک‌ها، مغول‌ها، شرقیون و ژاپنی‌ها اقوام قابل انتخاب در این بازی هستند.